# Philippe Jeannol
Philippe Jeannol (født 6. august 1958 i Nancy) er en fransk tidligere fodboldspiller, der spillede i forsvaret.

## Fodboldkarriere
Jeannol spillede først i AS Nancy (1975-1984), hvorpå han skiftede til Paris SG, inden han afsluttede sin karriere i Sur i Oman. Med PSG blev han i 1986 fransk mester, mens han med Nancy var med til at vinde pokalturneringen Coupe de France i 1978.
Han fik enkelte kampe på Frankrig U/20 og Frankrig U/21, inden han kom han med på OL-holdet, der deltog i OL 1984 i Los Angeles, hvor det for første gang var tilladt at stille med professionelle spillere, når blot de ikke havde spillet VM-kampe. Turneringen var derudover præget at den sovjetisk-ledede boykot af legene, der betød, at alle medaljevinderne fra OL 1980 i Moskva ikke deltog. Frankrig vandt sin indledende pulje, og i kvartfinalen besejrede franskmændene Egypten, mens det i semifinalen gik ud over Jugoslavien efter forlænget spilletid. Finalen blev en kamp mellem Frankrig og Brasilien, og den endte med 2-0 til Frankrig, der dermed fik guld, mens sølvet gik til Brasilien og bronzen til Jugoslavien. Jeannol spillede alle holdets kampe i turneringen, bortset fra den første, og han scorede et af målene i semifinalen mod Jugoslavien.
Han opnåede en enkelt kamp på A-landsholdet i 1986.

### Titler
Ligue 1
- 1986 med Paris SG

Coupe de France
- 1978 med AS Nancy

OL
- 1984 med Frankrig